# Forsyth (Georgia)
Forsyth es una ciudad ubicada en el condado de Monroe en el estado estadounidense de Georgia. En el censo de 2000, su población era de 3.776.

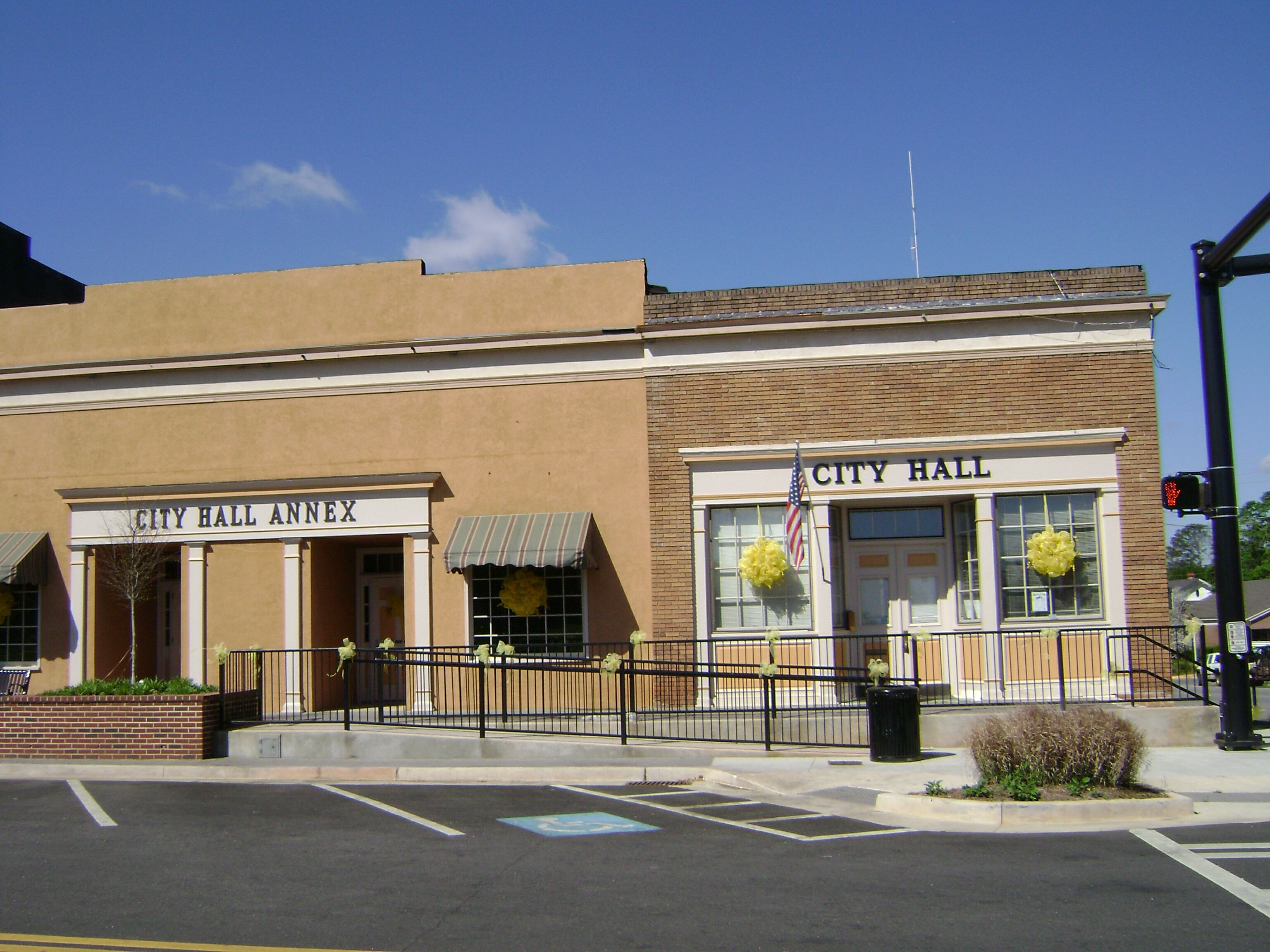
Ayuntamiento y anexo de ayuntamiento

## Demografía
En el 2000 la renta per cápita promedia del hogar era de $30,523, y el ingreso promedio para una familia era de $35,405. El ingreso per cápita para la localidad era de $19,097. Los hombres tenían un ingreso per cápita de $25,600 contra $17,536 para las mujeres.

## Geografía
Forsyth se encuentra ubicado en las coordenadas 33°2′6″N 83°56′17″O / 33.03500, -83.93806 (33.035108, -83.938085).
Según la Oficina del Censo, la localidad tiene un área total de 12,9 km² (5 mi²), de la cual 12,9 km² (5 mi²) es tierra y 0 km² (0 mi²) (0.00%) es agua.

## Gobierno
El Departamento Penitenciario de Georgia tiene su sede en los State Offices South at Tift College ("Oficinas Estatales en la Universidad Tift"), el antiguo Tift College (EN).